# Henry Gross

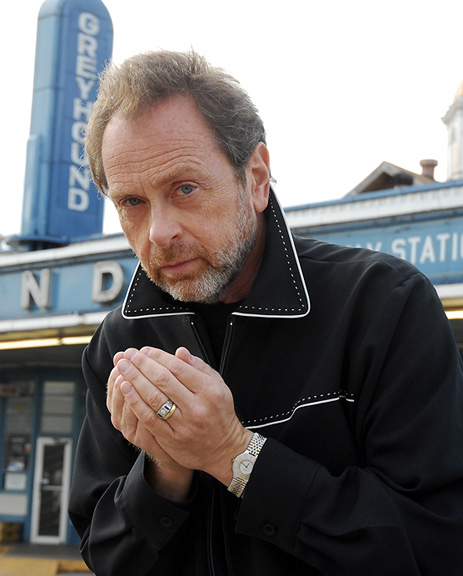
Henry Gross (2006)

Henry Gross (* 1. April 1951 in Brooklyn, New York City, New York) ist ein US-amerikanischer Singer-Songwriter, dem 1976 mit Shannon ein Top-10-Hit in den USA und ein Nummer-eins-Hit in Kanada und Neuseeland gelang.

## Biografie
Henry Gross wuchs in einer musikalischen Familie auf. Seine Mutter trat kurzzeitig mit dem New Yorker Metropolitan Opera Chor auf, und Gross selbst spielte bereits mit 14 Jahren in den Clubs der Stadt.
Erste Bekanntheit erlangte Gross bereits ab 1969 als Gründungsmitglied und Gitarrist bei Sha Na Na. Mit ihrem Auftritt beim Woodstock-Festival wurde die Gruppe einer breiten Öffentlichkeit bekannt und begannen, sich in der US-amerikanischen Rock-’n’-Roll-Landschaft zu etablieren. Sha Na Na war der einzige Interpret des Woodstock-Festivals ohne Plattenvertrag; sie spielten ca. 40 Minuten lang für 700 US-Dollar am letzten Tag des Festivals direkt vor dem Auftritt von Jimi Hendrix. Gross war mit 18 Jahren der jüngste Musiker auf der Bühne des Festivals. Bereits im Jahr darauf verließ er die Band, um sich seiner Solo-Karriere zu widmen.
Gross’ Solo-Album Henry Gross erschien 1972. Erste kleinere Erfolg stellten sich 1974 mit Come on Say It bzw. 1975 mit One More Tomorrow ein. Sein Durchbruch gelang ihm schließlich 1976 mit der Ballade Shannon, die in den US-Single-Charts Platz sechs erreichte und eine Gold-Auszeichnung erhielt. Das Lied handelt vom Tode des gleichnamigen Irish Setters von Carl Wilson. Während er 1975 mit den Beach Boys tourte, besuchte Gross Wilson in seinem Haus in Los Angeles und erzählte, dass er einen Irish Setter namens Shannon besitze. Wilson erwiderte, dass er ebenfalls einen irischen Setter namens Shannon besaß, der aber kürzlich von einem Auto getötet worden sei.
Obwohl Gross diesen Erfolg nicht wiederholen konnte und gemeinhin als One-Hit-Wonder gewertet wird, gelang ihm mit Springtime Mama noch im gleichen Jahr ein weiterer Top-40-Erfolg. Nach 1977 wurde er nicht mehr in den Billboard-Charts notiert.
Bis heute tritt Gross aber weiterhin live auf und veröffentlicht regelmäßig Alben. 1996 gelang ihm mit Big Guitar als Songwriter ein Top-20-Erfolg in den US-Country-Charts für die Band Blackhawk. Zu den weiteren Künstlern, die Lieder von Gross aufnahmen, gehören unter anderem Ronnie Milsap, Sonny Burgess, Cyndi Lauper, Judy Collins und Mary Travers. Als Gastmusiker war er auch auf Alben von Dion oder Jim Croce zu hören.

## Diskografie

### Alben
| Jahr | Titel                  | Höchstplatzierung, Gesamtwochen, AuszeichnungChartsChartplatzierungen (Jahr, Titel, Platzierungen, Wochen, Auszeichnungen, Anmerkungen) | Anmerkungen      |
| Jahr | Titel                  | US | Anmerkungen      |
| ---- | ---------------------- | --- | ---------------- |
| 1975 | Plug Me Into Something | US26 (23 Wo.)US | A&M Records      |
| 1976 | Release                | US64 (28 Wo.)US | Lifesong Records |
| 1977 | Show Me to the Stage   | US176 (7 Wo.)US | Lifesong Records |

Weitere Alben
- 1972: Henry Gross ABC Dunhill Records
- 1973: Henry Gross A&M Records (a.k.a. The Yellow Album)
- 1976: All This and World War II 20th Century Records
- 1978: Love Is the Stuff Lifesong Records
- 1981: What’s in a Name Capitol Records
- 1987: I Keep on Rockin’ Sonet Records
- 1989: She’s My Baby Sonet Records
- 1992: Nothing But Dreams Zelda Records
- 1996: One More Tomorrow: The Best of Henry Gross
- 2000/2001: I’m Hearing Things Zelda Records
- 2006: One Hit Wanderer Zelda Records
- 2007: Foreverland Zelda Records

### Singles
| Jahr | Titel Album                                           | Höchstplatzierung, Gesamtwochen, AuszeichnungChartplatzierungen (Jahr, Titel, Album, Platzierungen, Wochen, Auszeichnungen, Anmerkungen) | Höchstplatzierung, Gesamtwochen, AuszeichnungChartplatzierungen (Jahr, Titel, Album, Platzierungen, Wochen, Auszeichnungen, Anmerkungen) | Anmerkungen |
| Jahr | Titel Album                                           | UK | US | Anmerkungen |
| ---- | ----------------------------------------------------- | --- | --- | ----------- |
| 1975 | One More Tomorrow Plug Me Into Something              | — | US93 (3 Wo.)US |             |
| 1976 | Shannon Plug Me Into Something                        | UK32 (4 Wo.)UK | US6 Gold · (19 Wo.)US |             |
| 1976 | Springtime Mama Release                               | — | US37 (10 Wo.)US |             |
| 1976 | Someday (I Didn’t Want To Have to be the One) Release | — | US85 (3 Wo.)US |             |